# Wilhelm von Kaulbach
Wilhelm von Kaulbach   (Bad Arolsen, 15 d'octubre de 1805 - Múnic, 7 d'abril de 1874) fou un pintor alemany especialitzat en murals.
Va rebre les primeres lliçons del seu pare, que era argenter i pintor, i el 1821 va entrar a l'Acadèmia de Belles Arts de Düsseldorf, on es va fer apreciar per Peter von Cornelius, amb qui va passar a Múnic el 1825. Va haver de lluitar al principi amb la pobresa, però gràcies als esforços de Lluís I, que desitjava fer de Múnic l'Atenes alemanya, Kaulbach va trobar un ambient apropiat per desenvolupar les seves qualitats i triomfar. Encarregat Cornelius d'executar grans frescos per a la Gliptoteca de Múnic, tenia el costum de passar els hiverns a Düsseldorf completant els cartrons ajudat per Kaulbach i altres pintors, i els estius a Múnic, posant en color aquells dibuixos als murs del Museu, ajudat també per Kaulbach. Quan en 1849 es va traslladar Cornelius a Berlín, el va succeir Kaulbach en la direcció de l'Acadèmia bavaresa, ocupant aquest càrrec fins a la seva mort.
Kaulbachh va madurar, segons l'exemple dels mestres medievals, la pràctica de la decoració mural o monumental; va unir, una vegada més, la pintura amb l'arquitectura i va desplegar fertilitat sorprenent de creació i facilitat de concepció que amb prou feines es troba a l'art des de l'època de Rafael i Miguel Ángel. Va posar gran interès a aparèixer clàssic, grec i italià; però no ho va aconseguir. La febre artística de Múnic era més apta per produir obres en quantitat i no de qualitat, i el pintor va adquirir una facilitat perjudicial. Va pintar al Hofgarten, a l'Odeó, al Palau i als murs exteriors de la Nova Pinacoteca. Va rebre també nombrosos encàrrecs com a il·lustrador d'obres, i la seva imaginació es va inspirar en les pàgines de Wieland, Goethe i Klopstock.
S'ha escrit que la desgràcia de Kaulbach artísticament parlant, «va consistir a haver trobat com a mestre Cornelius i com a patró Luís I» i que va emprendre assumptes que ultrapassaven les seves forces creient que la seva admiració per aquests era inspiració i suplint la manca de veritable imaginació per un compost d'intel·ligència i fantasia; però en aquest judici hi ha una mica d'exageració, perquè algunes de les seves composicions, com la Destrucció de Jerusalem i la Derrota dels huns demostra imaginació creativa.
Desitjós de complaure la vulgaritat, es va apartar de les summitats de l'art a què havien estès els seus predecessors i es va llançar pel camí pla de la mediocritat que condueix, sinó a la glòria pòstuma, almenys al triomf immediat. Per a certs crítics, les seves il·lustracions del Roman de Renart, les seves grans composicions de l'escalinata del Neues Museum de Berlín, la seva grotesca decoració satírica de la Nova Pinacoteca de Múnic tot «aquest carnaval al sol», com va dir Théophile Gautier, «d'invenció presumptuosa, de sentiment teatral i fals, de dibuix sense accent i de colors sense gust assenyalen la fi del noble període que va de Carstens a Cornelius».

## Obres més notables
- Comiat de Maria Estuard i Mort del marquès Posa (Berlín, Galeria nacional); y a la Nova Pinacoteca de Múnic, retrats de Lluís I, els pintors Heinlein i Monten i, una sèrie de dinou esborranys a l'oli per als frescos que Nilson i Barth executaren en l'exterior de la Pinacoteca.

## Aclariments
En aquest article es parla de la nova Pinacoteca de Múnic perquè és la que es va construir durant la vida de Kaulbach; però aquesta va ser destruïda pràcticament durant la Segona Guerra Mundial. En la seva època va arribar a ser la major galeria de pintura d'Europa. No obstant això, va patir tants desperfectes durant la Segona Guerra Mundial que es va considerar la seva demolició, encara que finalment va ser reconstruït durant els anys cinquanta (1952 a 1957) per l'arquitecte Hans Döllgast. El 1994 es va tancar de nou per una renovació que va afectar tant als espais com a les obres.